# Melasina lugubris
Melasina lugubris är en fjärilsart som beskrevs av Jacob Hübner 1793. Melasina lugubris ingår i släktet Melasina och familjen säckspinnare. Inga underarter finns listade i Catalogue of Life.